# NGC 5921
NGC 5921 (również PGC 54849 lub UGC 9824) – galaktyka spiralna z poprzeczką (SBbc), znajdująca się w gwiazdozbiorze Węża. Odkrył ją William Herschel 1 maja 1786 roku.
W galaktyce tej zaobserwowano supernową SN 2001X.